# Allende (Uruguai)
Allende és un poble del nord de l'Uruguai, ubicat al departament d'Artigas. La seva població aproximada és de 100 habitants. El seu nom té origen en la paraula castellana allende.